# Grinjan
Grinjan (italijansko Nigrignano) je naselje v Slovenski Istri, ki upravno spada pod Mestno občino Koper. Samostojno naselje je od leta 1955.
Nahaja se na severozahodnih obronkih Šavrinskega gričevja in je raztresen po pobočju, ki se spušča od Šmarskega slemena (Poljane, 406 m.n.m.) do razgibanega vznožja na robu sedaj povsem urbaniziranega Šalarskega polja. Skozi naselje je nekoč potekala stara cesta, ki je bila pomembna bližnjica, vendar je danes izgubila svojo povezovalno vlogo.
Področje Grinjana je primerno za kmetovanje, terasasta polja se spuščajo proti potoku Pjažentin, na pobočjih pa je veliko obdelanih njiv in oljčnikov. V vzhodnem delu Grinjana je bila nekoč velika posest rodbine Bonin, kjer so imeli predvsem oljčne nasade.
V 80-ih letih minulega stoletja je bil v južnem delu Grinjana zgrajen vodohram, iz katerega se po vodovodu oskrbujeta tako Grinjan, kot tudi sosednje naselje Bošamarin.